# الأدب الفرنسي في القرن العشرين

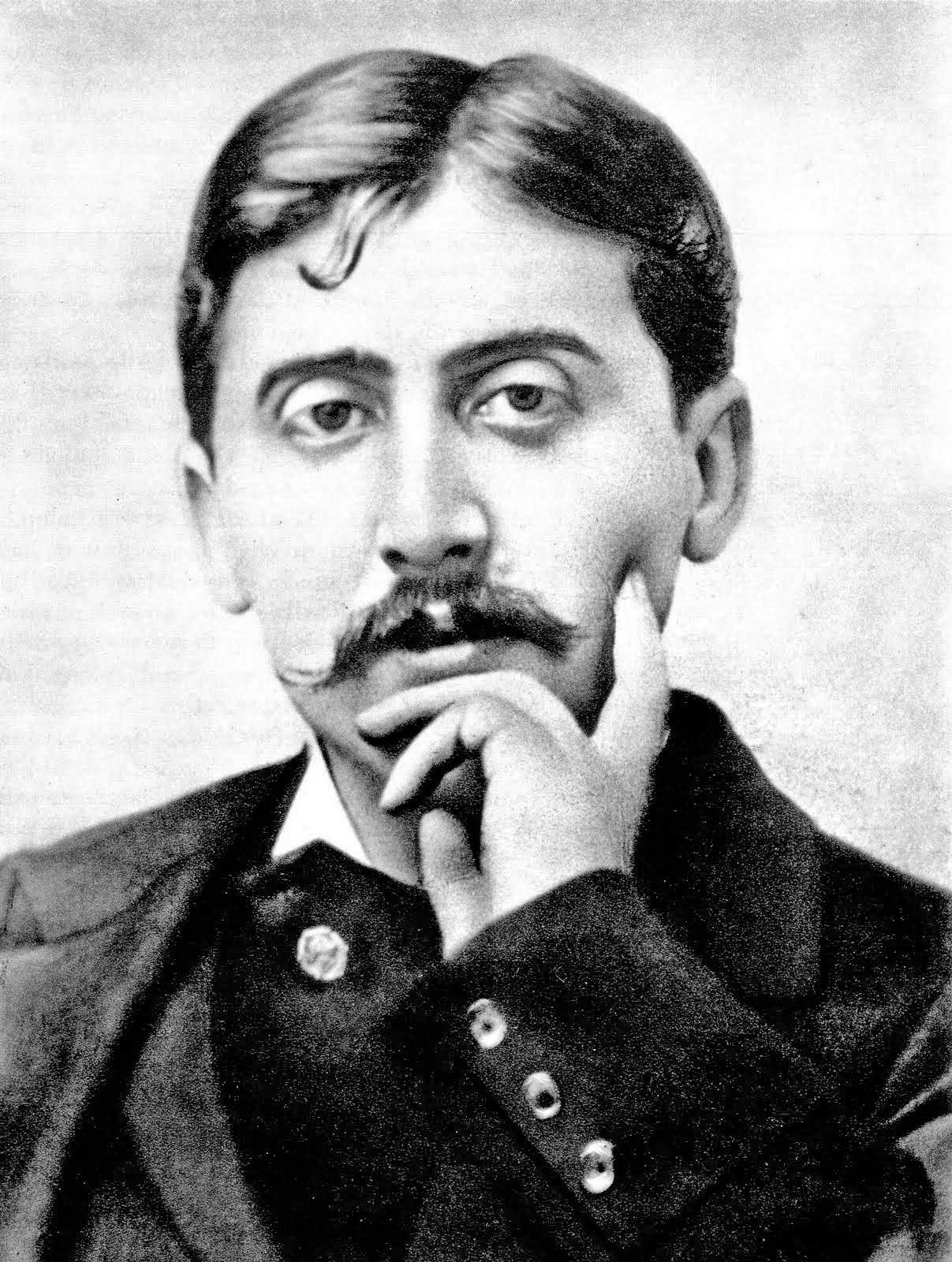

الأدب الفرنسي في القرن العشرين هو الأدب المكتوب باللغة الفرنسية من 1990 إلى 1999. كانت لتطورات الأدب الفرنسي تغيرات موازية للفن المرئي في هذه الفترة.

## نظرة عامة
تأثر الأدب الفرنسي بشدة بالأحداث التاريخية، وقد ساهمت بتأثره أيضًا الأزمات السياسية والفلسفية والأخلاقية والفنية التي جرت خلال القرن.
تشمل هذه الفترة آخر عقود الجمهورية الفرنسية الثالثة (1871–1940) بما في ذلك الحرب العالمية الأولى، وفترة الحرب العالمية الثانية (الاحتلال الألماني وفيشي-1944)، والحكومة الفرنسية الانتقالية (1944–1946) والجمهورية الفرنسية الرابعة (1946–1958) والجمهورية الفرنسية الخامسة (1959). يتضمن الأدب الفرنسي أحداثًا تاريخية مهمة بما في ذلك: قضية دريفو، والاستعمار الفرنسي والإمبريالية في أفريقيا، وأقصى شرق الهند الصينية الفرنسية والمحيط الهادئ، وثورة التحرير الجزائرية للاستقلال (1954–1962)، والنمو الهام للحزب الشيوعي الفرنسي، وظهور الفاشية في أوروبا، وأحداث مايو 1968.
لم يخضع الأدب الفرنسي في القرن العشرين لتطور منعزل بل كشف عن تأثير الكتّاب والأنواع حول العالم، بما في ذلك والت ويتمان، وفيودور دوستويفسكي، وفرانس كافكا، وجان دوس باسوس، وإرنست همينغوري، ويليام فوكنر، ولويجي بيرانديلو، وكتّاب الأدب البوليسي البريطاني والأمريكي، جيمس جويس، وخورخي لويس بورخيس، وبرتولت بريشت وآخرون. في المقابل، كان للأدب الفرنسي تأثير جذري على الأدب العالمي.
اكتسبت فرنسا السمعة الحسنة بكونها الوجهة الضرورية للكتّاب والفنانين بسبب الروح الخلاقة للأدب الفرنسي والحركات الفنية في بداية القرن. هناك بعض الكتّاب الأجانب المهمين الذين عاشوا وعملوا في فرنسا، مثل: أوسكار وايلد، وجيرترود شتاين، وإرنست همينغوري، ويليام بوروز، وهنري ميلر، وأناييز نين، وجيمس جويس، وصمويل بيكيت، وخوليو كورتاثر، وفلاديمير نابوكوف، وإديث وارتون، وأوجين يونسكو. كُتبت أهم الأعمال الفرنسية في ذلك القرن من قِبل كتّاب أجانب (أوجين يونسكو، وصمويل بيكيت).
بالنسبة للكتّاب الأمريكيين في العشرينيات والثلاثينيات (الذين يُطلق عليهم «الجيل الضائع») يرتبط سحر فرنسا مع التحرر من الحظر المفروض. بالنسبة للأمريكيين الأفارقة في العشرينيات من القرن العشرين (مثل جيمس بالدوين)، تقبلت فرنسا مختلف الأعراق وسمحت بمزيد من الحرية (بطريقة مماثلة قُبلت موسيقى الجاز في فرنسا أسرع من بعض المناطق في أميركا). جذب شعور مشابه بالحرية من القمع السياسي أو من التعصب (مثل مكافحة تمييز المثلية الجنسية) الكتّاب والمؤلفين إلى فرنسا. كانت فرنسا أكثر تساهلًا في الرقابة على النشر، ونُشرت العديد من الروايات المهمة المكتوبة بلغات أجنبية في فرنسا في حين أنها كانت ممنوعة من النشر في أميركا مثل رواية جويس عوليس التي نُشرت من قبل سيلفيا بيتش غي باريس عام 1922، لوليتا لفلاديمير نابوكوف، الغذاء العاري لويليام بوروز (كلاهما نُشر من قبل مطبعة أولمبيا)، ورواية مدار السرطان لهنري ميلر (نُشرت من قبل مطبعة أوبليسك).

## من 1914 إلى 1945

### دادا والسيريالية
ولَّدت الحرب العالمية الأولى نزعات راديكالية أكثر. وصلت حركة دادا -التي بدأت في كافي في سويسرا عام 1916- إلى باريس عام 1920، لكن بحلول عام 1924 تأثر كل من الكتّاب بول إيلوار، وأندريه برتون، ولويس أراغون، وروبرت ديسنوس بشدة بالكاتب سيغموند فرويد ومفهوم العقل الباطن، الذي عدل من حث توجيه حركة الدادا إلى السريالية. حاول السرياليون الكشف عن أعمال العقل الباطن، عن طريق الكتابة والفنون البصرية، وباستخدام الكتابة التلقائية، والألعاب الإبداعية (مثل الجثة الفاتنة)، والحالات المتغيرة (من خلال الكحول والمواد المخدرة).

## الأدب بعد الحرب العالمية الثانية
كانت الخمسينيات والستينيات أوقاتًا عصيبة في فرنسا: على الرغم من حيوية الاقتصاد، فقد مُزّقت البلاد بسبب تراثها الاستعماري (فيتنام والهند الصينية والجزائر)، وبسبب الحس الجماعي بالذنب من فرنسا الفيشية، وبسبب الرغبة في تجديد الهيبة الوطنية (الديغولية) والاتجاهات الاجتماعية المحافظة في التعليم والصناعة.
مع الاستلهام من التجارب المسرحية في النصف الأول من القرن وأهوال الحرب، وما يطلق عليه اسم المسرح الباريسي الطليعي «المسرح الجديد» أو «مسرح العبث»، رفض الكتّاب هنا مثل أوجين يونسكو، وصمويل بيكيت، وجان جينيه، وآرثر أداموف، وفرناندو أرابال، التفسيرات البسيطة والتخلي عن الشخصيات التقليدية والحبكات والعرض. تتضمن التجارب الأخرى في المسرح اللامركزية، والمسرح الإقليمي «المسرح الشعبي» (صُمم لجذب الطبقة العاملة إلى المسرح)، تأثر المسرح بشدة ببرتولت بريشت (عُرف بشكل واسع في فرنسا قبل عام 1954) ومع إنتاج آرثر أداموف وروجر بلانتشون. بدأ مهرجان أفينون في 1947 من قِبل جان فيلر، الذي كان له أثر هام على تشكيل تي إن بّي أو كما يُعرف «مسرح الشعب القومي». خاضت الرواية الفرنسية في الخمسينيات تجربة مماثلة بنشر مجموعة من الكتّاب في «طبعات منتصف الليل» لناشر فرنسي، ارتبطت هذه «الرواية الفرنسية الجديدة» مع تخلي كل من ألان روب جرييه، ومارغريت دوراس، وروبير بنجيه، وناتالي ساروتي، وكلود سيمون، عن الحبكات التقليدية والصوت والشخصيات وعلم النفس. إلى درجة معينة، كانت هذه التطورات موازية بشكل قريب للتغيرات في السينما في نفس الفترة (الموجة الجديدة في السينما الفرنسية).
ارتبط مع حركة أويبو المبتكرة (ظهرت في 1960) الكتّاب جورج بيريك، وريمون كينو، وجاك روبود،  تستخدم هذه الحركة الاستراتيجيات الرياضية الموسعة والقيود المفروضة (مثل الحذف والقلب المستوي) كوسيلة لجذب الأفكار والإلهام.